# 차카이 플렝파니치

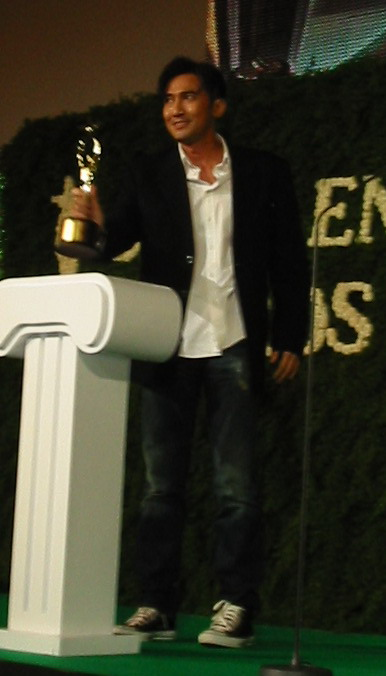

차카이 플렝파니치(Chatchai Plengpanich, 1964년 8월 17일 ~ )는 태국의 배우, 영화배우, 텔레비전 배우이다.
깐짜나부리에서 태어났다.

## 영화
- 방라잔 2 : 결전의 날 (2010년)
- 슬라이스 (2009년)
- 나레수안 왕 2 (2007년)
- 나레수안 왕 (2006년)
- 네크로맨서 (2005년)
- 방콕 강도 (2004년)
- 수리요타이 (2001년)
- 파 (1998년)
- 건맨 2 (1995년)
- 차오 프라야의 노래 (1990년)